# Čukojevac
Čukojevac (izvirno srbsko Чукојевац) je naselje v Srbiji, ki upravno spada pod Občino Kraljevo; slednja pa je del Raškega upravnega okraja.

## Demografija
V naselju, katerega izvirno (srbsko-cirilično) ime je Чукојевац, živi 1003 polnoletnih prebivalcev, pri čemer je njihova povprečna starost 43,7 let (43,1 pri moških in 44,2 pri ženskah). Naselje ima 363 gospodinjstev, pri čemer je povprečno število članov na gospodinjstvo 3,32.
To naselje je, glede na rezultate popisa iz leta 2002, večinoma srbsko.
|  |

| Demografija | Demografija     | Demografija     |
| Leto        | Št. prebivalcev | Št. prebivalcev |
| ----------- | --------------- | --------------- |
|             |                 |                 |
|             |                 |                 |
|             |                 |                 |
|             |                 |                 |
| 1948        | 1348            |                 |
| 1953        | 1407            |                 |
| 1961        | 1406            |                 |
| 1971        | 1377            |                 |
| 1981        | 1374            |                 |
| 1991        | 1379            | 1308            |
| 2002        | 1308            | 1204            |
|             |                 |                 |

| Etnična sestava po popisu iz leta 2002 | Etnična sestava po popisu iz leta 2002 | Etnična sestava po popisu iz leta 2002 | Etnična sestava po popisu iz leta 2002 | Etnična sestava po popisu iz leta 2002 |
| -------------------------------------- | -------------------------------------- | -------------------------------------- | -------------------------------------- | -------------------------------------- |
| Srbi                                   | Srbi                                   |                                        | 1.197                                  | 99,41%                                 |
| Rusi                                   | Rusi                                   |                                        | 4                                      | 0,33%                                  |
| Ukrajinci                              | Ukrajinci                              |                                        | 1                                      | 0,08%                                  |
| Makedonci                              | Makedonci                              |                                        | 1                                      | 0,08%                                  |
| Neznano                                | Neznano                                |                                        | 0                                      | 0,0%                                   |